# Outsiderkonst (Finland)

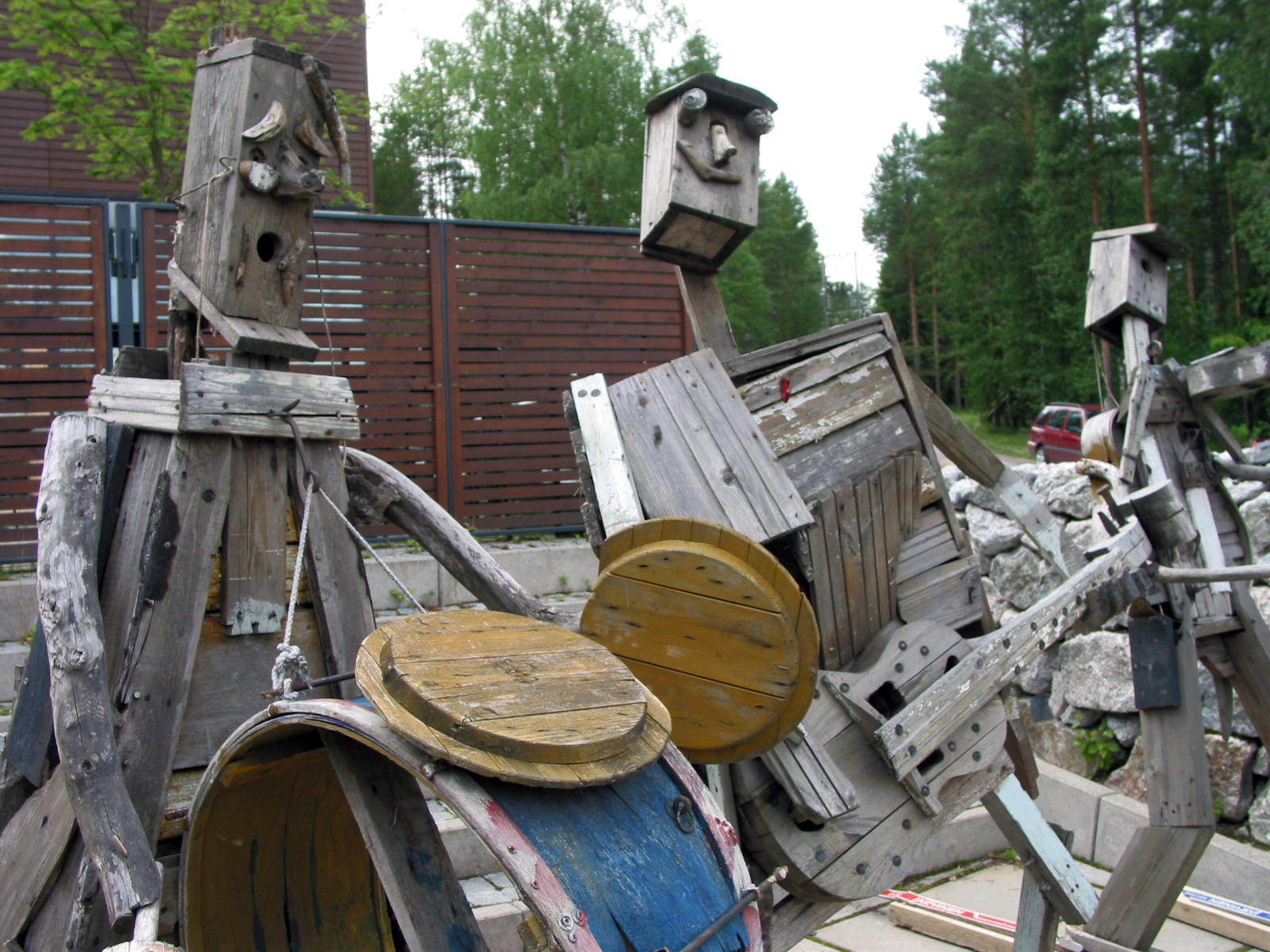
"Trio fågelholkshuvuden" av Martti Hömppi i Kaustby.

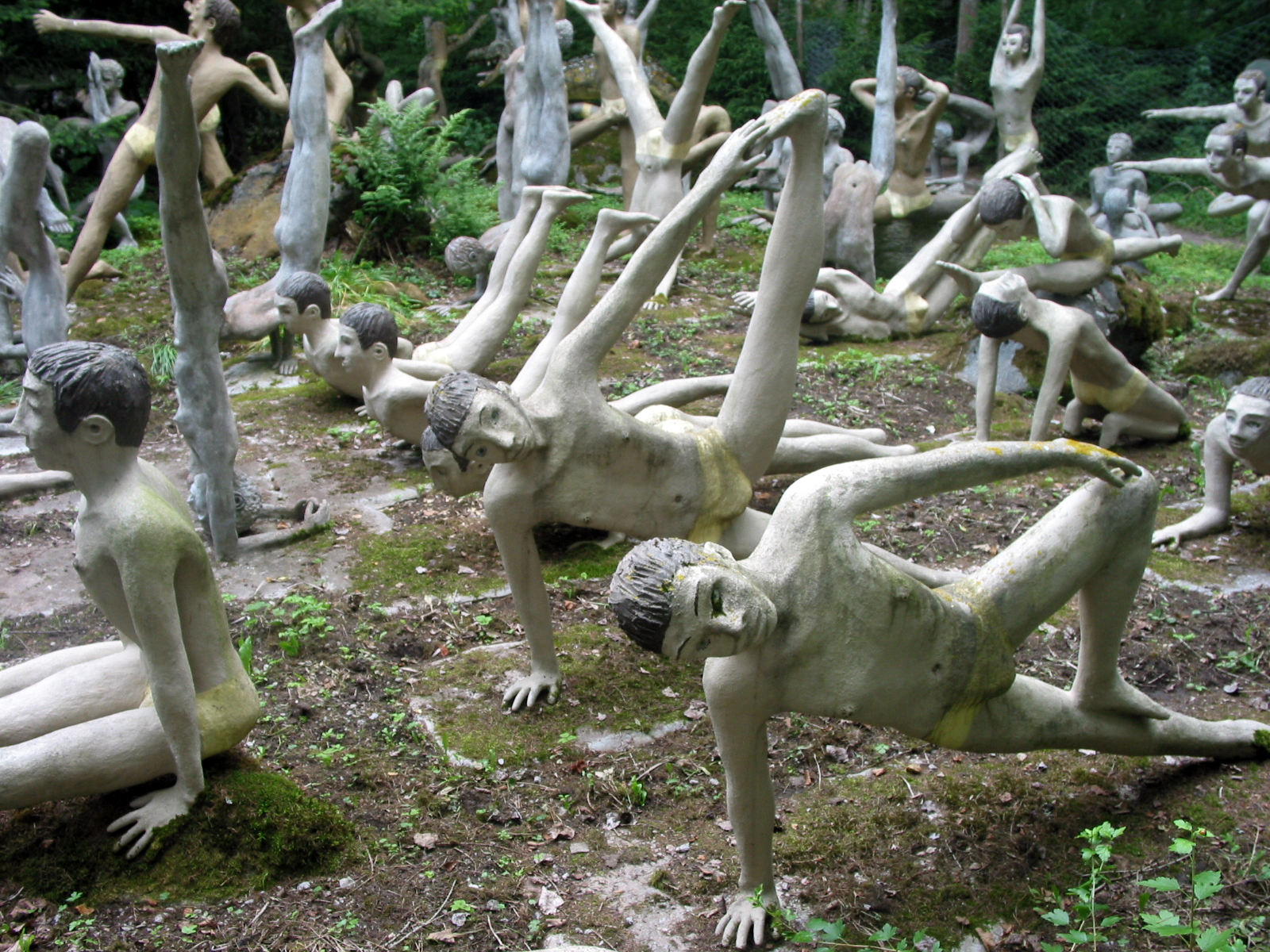
Skulptur med yogautövande, betong, av Veijo Rönkkönen i Parikkala skulpturpark.

Outsiderkonst, ibland kallad annan konst, är ett konstbegrepp som täcker det i Finland på finska använda begreppet ITE-taide. Förkortningen ITE  står för "itse tehty elämä, på svenska ungefär ”gör-det-själv-liv”. "Taide" betyder "konst".
Outsiderkonst är ett slags vardagskonst av folkkonsttyp. Den skapas av självlärda personer, som inte normalt är erkända inom konstvärlden.  
| ”                 | Vad är då outsiderkonst? Jo, det finns en definition som jag tycker är bra. Chicagoförfattaren William Swislow anser att begreppet kan användas i de fall då människan bakom verket har skapat detta utan hänsyn till etablerade uppfattningar om vad som är konst. Det får inte heller finnas en strävan efter kommersiella framgångar eller en vilja att bli erkänd av konstetablissemanget. | „ |
| – Clemens Altgård | |   |

## ITE-museet
Huvudartikel: ITE – Museet för nutida folkkonst
ITE - Museet för nutida folkkonst  är ett konstmuseum i Karleby i Finland, vilket drivs av Karleby stad och Landsbygdens bildnings- och kulturförbund. Museet grundades i Kaustby 2001.

## ITE-konstnärer i Finland i urval
- Andreas Alariesto (1900–1989), Riesto, Sodankylä
- Arto Ali-Eskola (född 1948)
- Kyösti Iitti (född 1948)
- Alpo Koivumäki (född 1939), Kauhajoki
- Veijo Rönkkönen (1944–2010), Parikkala
- Kaarina Staudinger-Loppukaarre (1911-2013), Nyslott
- Ensio Tuppurainen (1924 – 2014)
- Enni Id (1902 – 1992), Padasjoki